# 横濱茂之
横濱 茂之（よこはま しげし、1957年11月30日 - 2014年10月1日）は、日本の工学者。職業能力開発総合大学校建築専攻教授を務めた。北海道留萌市出身。

## 経歴

### 学歴
- 1976年（昭和51年）3月 北海道留萌高等学校卒業
- 1980年（昭和55年）3月 北海道工業大学工学部建築工学科卒業

### 職歴
- 北海道測量専門学校測量工学科専任講師、北海道産業専門学校建築学科専任講師、富山職業能力開発短期大学校（現北陸職業能力開発大学校）講師、職業能力開発総合大学校東京校教授などを経て、職業能力開発総合大学校教授。

## 専門（研究・活動内容等）

### 研究概要
専門は、建築構造・施工。建築物の振動解析の研究。

#### 研究分野
- 建築工学
- 振動工学

#### 研究テーマ
- 鉄筋コンクリート極短柱のせん断破壊防止に関する実験的研究
- 木造住宅の耐震診断と補強方法に関する研究

## 所属学会
- 日本建築学会

## その他の活動
- 神奈川大学野球連盟（監督理事）
- NPO法人健康住宅普及協会（技術顧問:構造＆耐震）